# 图尔城堡
图尔城堡（Château de Tours）是位于法国图尔的一座城堡。它兴建于11世纪，展现加洛林王朝时期的建筑，是法国贵族的住所。
2000年代以前，图尔城堡用作水族馆，展出大约200种，1500条鱼类，还开设格雷万蜡像馆。该城堡于1913年8月20日列为法国历史古迹。
目前，此建筑用于绘画和照片的展览，其中包括米罗、丹尼尔·布伦、纳达尔的作品，并展出有关图尔历史的考古和历史文献，模型，视听电影等。